# Pales integra
Pales integra là một loài ruồi trong họ Tachinidae.